# Patrick Lambie
Patrick Jonathan Lambie (Durban, 17 ottobre 1990) è un ex rugbista a 15 sudafricano, che giocava indifferentemente nei ruoli di estremo e di apertura. Nella sua carriera internazionale ha rappresentato 56 volte il Sudafrica, conquistando il terzo posto alla Coppa del Mondo di rugby 2015.

## Biografia
Conseguito il diploma superiore nel 2008, Lambie esordì in Currie Cup poco meno di un anno dopo con la maglia dei Natal Sharks; l'esordio avvenne contro i Griquas.
Nel 2010 giunse anche il debutto in Super Rugby, contro i neozelandesi Highlanders e successivamente, a fine anno, anche il primo incontro con la maglia degli Springbok, a Dublino contro l'Irlanda; fece successivamente parte della selezione sudafricana alla Coppa del Mondo di rugby 2011 in Nuova Zelanda.
Lambie, i cui nonni paterni sono scozzesi (il suo bisnonno è Alex Lambie, calciatore del Partick Thistle e zio di Jim Brown, calciatore scozzese che giocò per gli Stati Uniti al campionato mondiale di calcio del 1930, e prozio di Gordon Brown, internazionale di rugby per Scozia e British Lions) e il cui stesso padre, pur sudafricano, è nato in Inghilterra, è in possesso anche della cittadinanza britannica.
Fu, ancora, presente alla Coppa del Mondo di rugby 2015 in cui il Sudafrica si classificò terzo; dopo la competizione fu designato capitano degli Sharks per la stagione di Super Rugby 2016.
A settembre 2017 gli Sharks e la Federazione hanno autorizzato Lambie a lasciare il Sudafrica e a firmare un contratto quadriennale con i francesi del Racing 92 di Parigi.
Il trasferimento non comprometteva l'eventuale carriera internazionale di Lambie in quanto, in base al regolamento federale della SARU, il giocatore aveva superato il numero minimo di 30 presenze necessario ai sudafricani all'estero per essere convocabile negli Springbok.
Tuttavia ebbe poche occasioni di mettersi in luce nella sua nuova squadra: mai superati del tutto i postumi di un trauma di gioco occorsogli in nazionale nel 2016 contro l'irlandese CJ Stander, si ritirò dall'attività agonistica a gennaio 2019 su consiglio dei neurologi che lo tenevano sotto osservazione, preoccupati degli effetti della commozione cerebrale riportata più di due anni prima.
Al momento del ritiro Lambie aveva 28 anni compiuti da pochi mesi.